# Баккарини, Клаудия
Кла́удия Баккари́ни (итал. Claudia Baccarini; 13 октября 1910, Фаэнца — 24 декабря 2024) — итальянская супердолгожительница, чей возраст подтверждён Группой геронтологических исследований (GRG). На момент смерти являлась старейшей жительницей Италии, третьей старейшей жительницей Европы и восьмой старейшей жительницей мира.

## Биография
Клаудия Баккарини родилась 13 октября 1910 года в Фаэнце.
В июне 1946 года участвовала в голосовании на Конституционном референдуме, на котором большинство проголосовавших выбрали республику, как форму правления страны. Она была женой Пьетро Бальди, который с 1951 по 1956 год занимал должность вице-мэра Фаэнцы; супруги имели 10 детей.
По собственному признанию, Баккарини предпочитала лёгкую пищу и минимальное количество вина, но при этом она никогда не курила.
Возраст Баккарини был проверен Альфредо Ночера, корреспондентом GRG в Италии, и подтверждён GRG 6 июня 2023 года.
Проживала в Фаэнце (Эмилия-Романья), где и скончалась 24 декабря 2024 года в возрасте 114 лет.

## Рекорды долголетия
- 13 октября 2020 года стала супердолгожителем.
- 17 ноября 2023 года стала старейшим живущим человеком Италии после смерти 113-летней Доменики Эрколани.
- 27 августа 2024 года стала 10-м старейшим живущим человеком в мире после смерти Шарлотты Кречман.

- 13 октября 2024 года отпраздновала свой 114-й день рождения, став первым человеком в Италии, сделавшим это с 20 марта 2017 года, когда Марии Джузеппе Робуччи исполнилось 114 лет.